# 83D/Russell
83D/Russell, anciennement 83P/Russell et aussi nommée Russell 1, est une comète périodique du système solaire, découverte le 16 juin 1979 par Kenneth S. Russell au UK Schmidt Telescope de l'observatoire de Siding Spring en Australie. Elle fut observée pour la dernière fois en 1985. Comme indiqué par le préfixe D, 83D/Russell est une comète perdue. Ceci est dû à son passage près (à 0.05 Unités Astronomiques) de la planète Jupiter en août 1988, ce qui changea son orbite.